# Abbaye Saint-Paul de Verdun
Pour les articles homonymes, voir Abbaye Saint-Paul et Saint-Paul.
L'abbaye Saint-Paul de Verdun, connue aussi sous le nom d'abbaye des Prémontrés de Verdun, est une ancienne abbaye du XVIIe siècle située à Verdun, dans le département de la Meuse en région Grand Est.
Fondée en 973 par des moines bénédictins, elle passe aux mains des prémontrés en 1135. Elle est plusieurs fois détruite et reconstruite à différents emplacements. Après la Révolution de 1789, l'abbatiale en construction et l'église du XVIe siècle sont détruites. Seuls les bâtiments conventuels du XVIIe siècle sont conservés, et abrite depuis le palais de justice de Verdun ainsi que la sous-préfecture de la Meuse.
L'ancienne abbaye est inscrite aux monuments historiques depuis le 2 décembre 1926 et une partie des intérieurs depuis le 23 novembre 1946.

## Histoire

### Une abbaye bénédictine
L'abbaye Saint-Paul est fondée en 973 par les moines bénédictins, en dehors des murs de la ville. Elle porte le nom de Paul de Verdun, évêque de 630 à 648. 

### Une abbaye de chanoines réguliers de Prémontré
Elle passe aux mains des prémontrés en 1135,,. L'abbaye reçoit plusieurs confirmations pontificales en 1137, 1141, 1178 et 1181.

### Destructions et reconstructions
Détruite une première fois, l'abbaye est reconstruite, et une église gothique édifiée de 1249 à 1330 environ lui est ajoutée. Cette dernière, magnifique, est comparable à la cathédrale Saint-Étienne de Metz.
En 1552, l'abbaye est détruite pour des raisons militaires sur ordre du roi de France Henri II,, au grand dam de Nicolas Psaume, évêque de Verdun et ancien prémontré. Henri II est alors en train de faire le siège de Metz dans le cadre du « Voyage d'Allemagne ». Une nouvelle église est construite intra-muros à partir du 26 février 1556. Elle est bénie le 5 décembre 1574.
Pendant un siècle, l'abbaye ne connait pas de travaux à cause des troubles que connait la Lorraine et du refus des abbés commendataires. Finalement, des bâtiments abbatiaux sont construits de 1686 à 1698 par l'architecte lorrain Thomas Mordillac dans un style sobre et classique,.
À la fin du XVIIIe siècle, le prieur Jean-Baptiste Martin décide de remplacer l'église du XVIe par une grande abbatiale de style néo-classique qui s'inspire de la cathédrale Saint-Paul de Londres. L'architecte lorrain Claude Mique dessine plusieurs projets et les travaux débutent en 1785. 

### Disparition de l'abbaye
Mais la Révolution de 1789 stoppe le chantier. En 1790, l'abbaye est supprimée et les moines doivent s'exiler. L'abbatiale inachevée et l'ancienne église sont détruites, seuls les bâtiments conventuels sont conservés pour être utilisés par les services publics.

### Reconversion des bâtiments conventuels
Les bâtiments conventuels sont d'abord mis à disposition de l'armée, puis du ministère des Finances à partir de 1803. Finalement, la sous-préfecture de la Meuse et le palais de justice de Verdun s'y installent,.
Lors de la Première Guerre mondiale, l'ancienne abbaye est gravement endommagée par les bombardements. Elle est restaurée après la Seconde Guerre mondiale.
L'ancienne abbaye est inscrite aux monuments historiques depuis le 2 décembre 1926. L'escalier avec une rampe en fer forgé et le cabinet du sous-préfet avec ses boiseries du XVIIe siècle sont inscrites depuis le 23 novembre 1946.

## Architecture
Les bâtiments abbatiaux actuels ont été construits de 1686 à 1698 par Thomas Mordillac dans un style classique et sobre, associant pierres blanches, briques rouges et ardoises.
Les bâtiments conservent des traces de leur passé d'abbaye. La cheminée dans la loge du concierge est gravée de sculptures figurant le sacrifice d'Abraham. La salle des archives, le réfectoire des moines et le cabinet du sous-préfet, avec ses voûtes austères, sont caractéristiques du style Renaissance.

Vues de l'ancienne abbaye
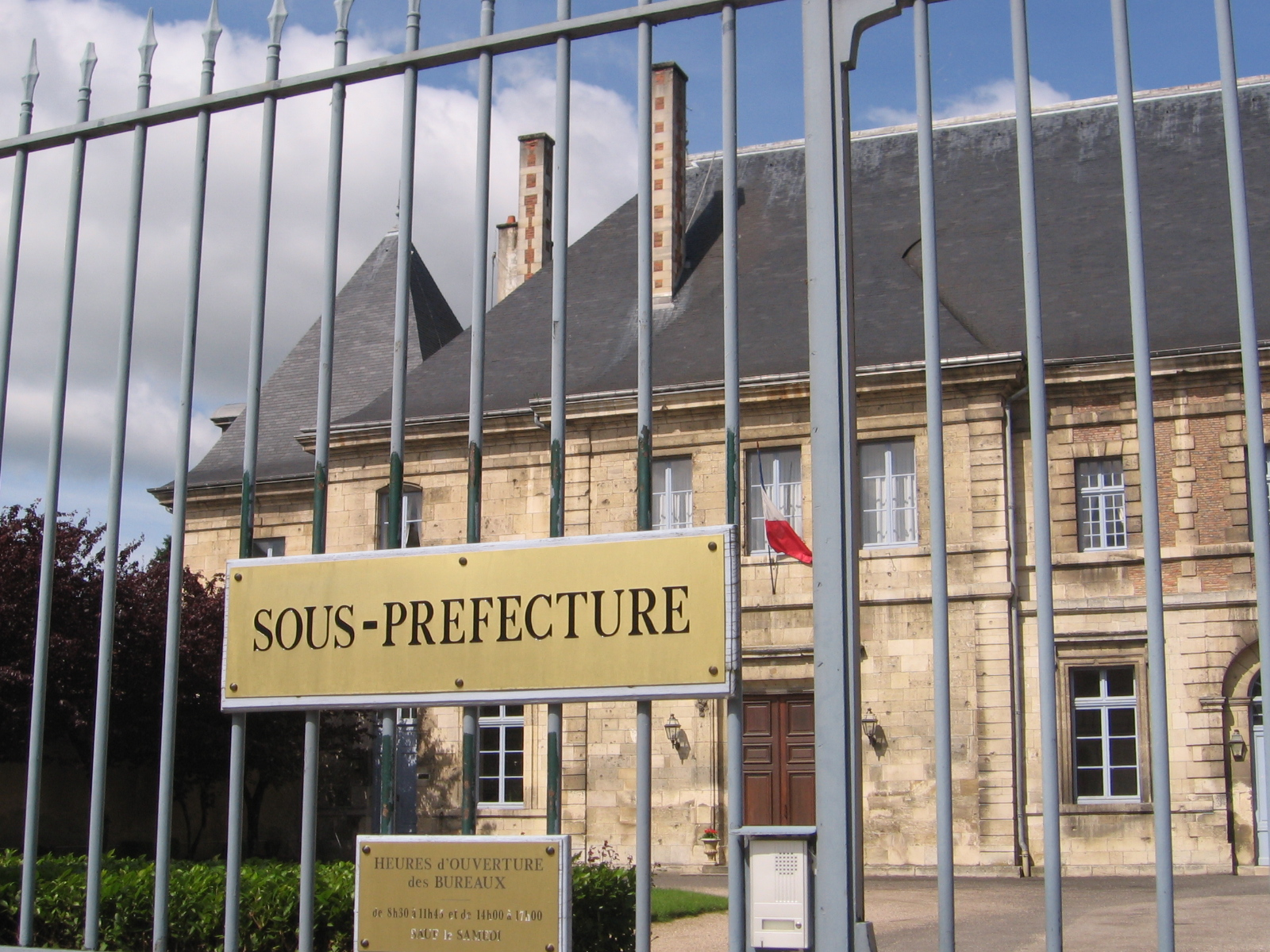
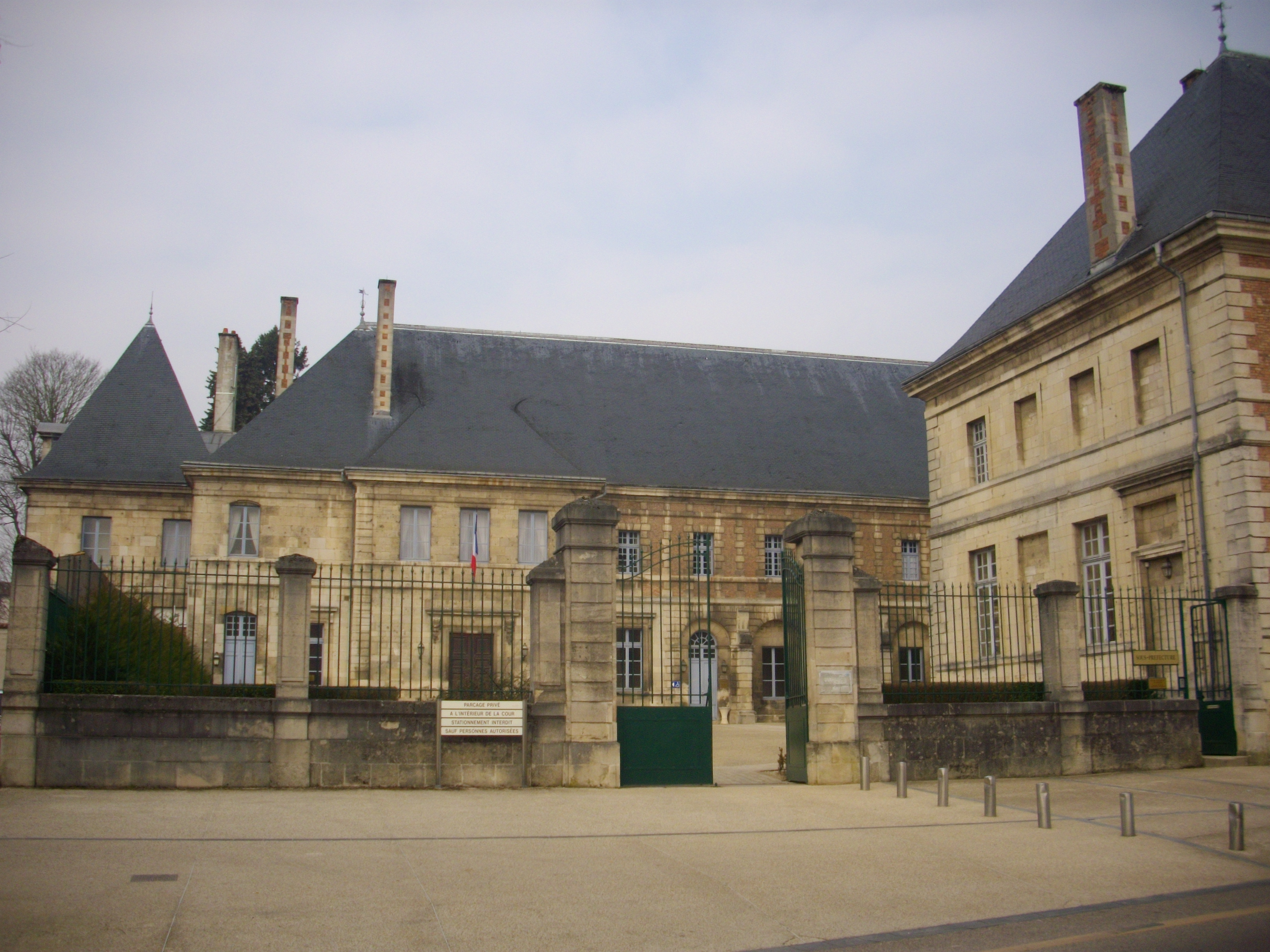
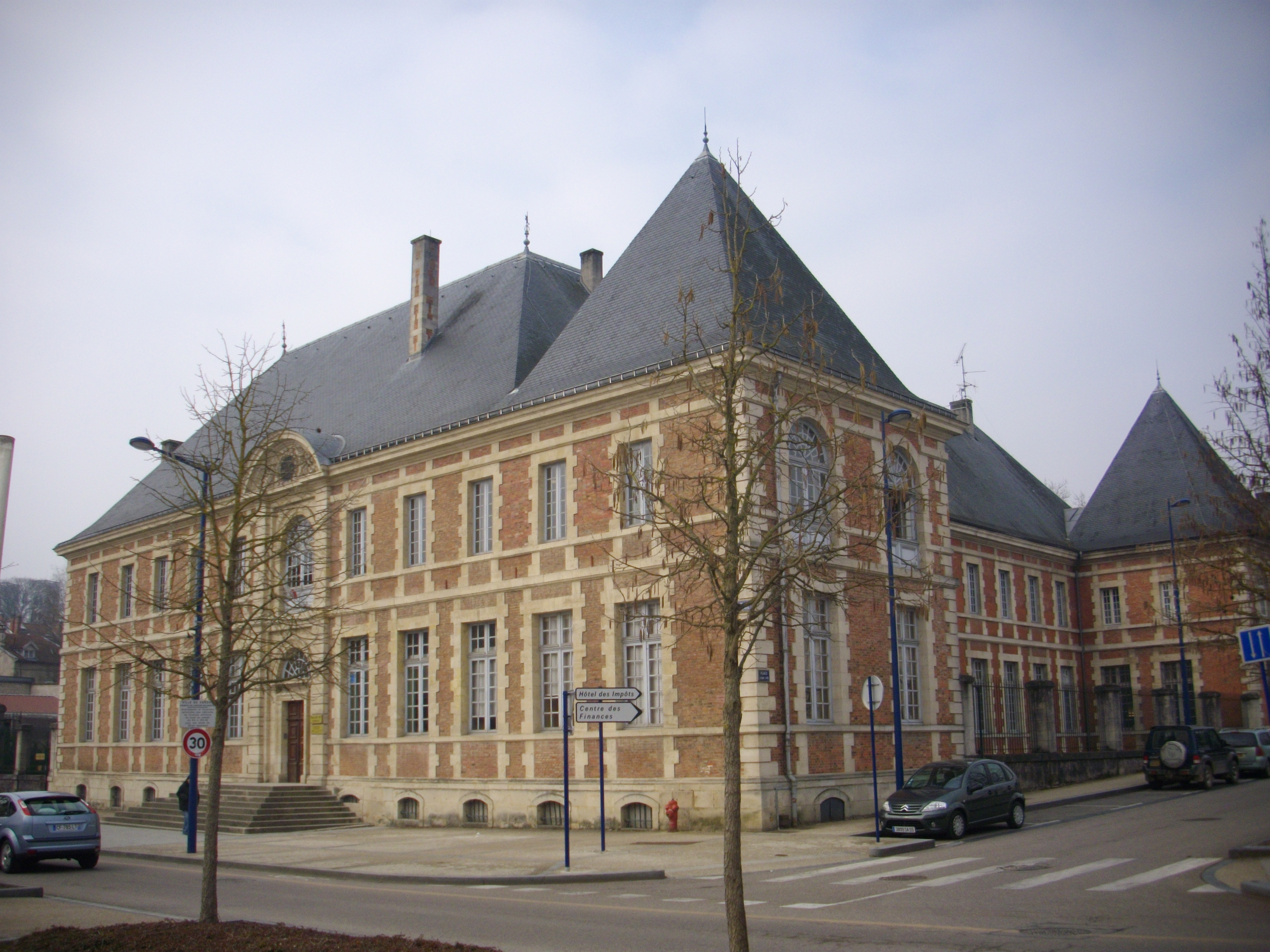